# بيث لو
بيث لو (بالإنجليزية: Beth Lo)‏ هي خزافة أمريكية، ولدت في 11 أكتوبر 1949 في لافاييت في الولايات المتحدة.